# Panza (Forio)
Panza (talvolta, anche Panza d'Ischia) è l'unica frazione del comune italiano di Forio e ha circa 7 000 abitanti.

## Geografia fisica

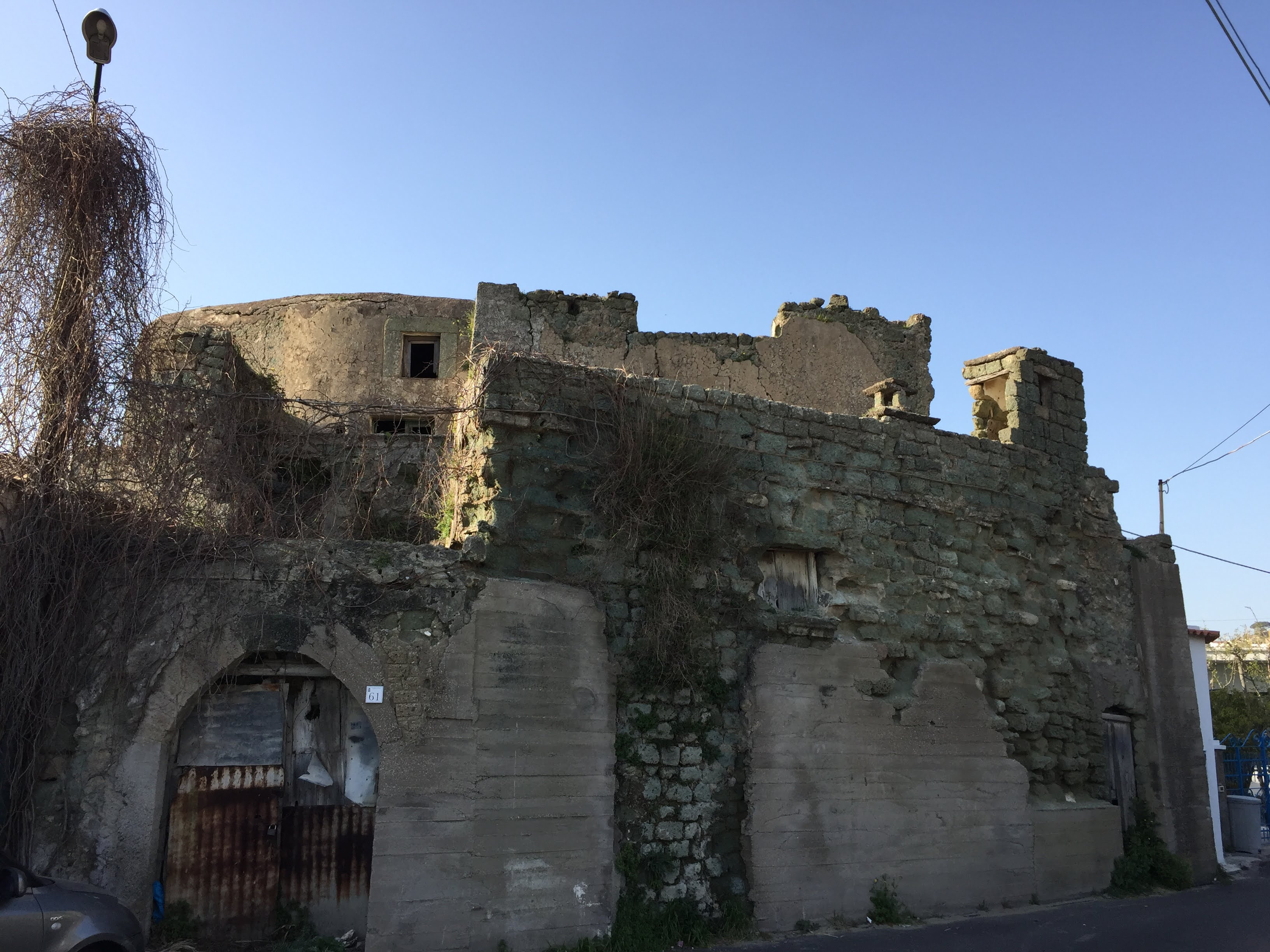
Rovine del Casino di caccia dei d'Avalos nei tenimenti di Panza

Panza si trova all'interno del territorio del comune di Forio, sull'isola d'Ischia.
Comprende la contrada Cuotto ed altri nuclei abitativi. I suoi confini furono definiti con censimento comunale nel 1871 e con un secondo del 1881 dal quale risulta:
1. che è limitata a levante dai confini di Serrara Fontana, a mezzogiorno ed a ponente dal mare ed a settentrione dalle vie: Carano, Chiena, Piellero e del Corbaro.
2. è divisa in due sezioni: la prima detta san Leonardo, comprende la piazza, località san Gennaro, Casa Polito, Casa Caruso, Casa Mattera, Casa Battaglia, Casa Fiorentino; la seconda le case sparse nelle vie Campestre, Montecorvo, Costa, Telegrafo, Campotese.

La definizione di tali confini, non fu, tuttavia, sempre pacifica. Nel febbraio 1907, traendo a pretesto la distruzione di una lapide che avrebbe segnato il confine tra la Frazione e il Capoluogo, i foriani presentano un reclamo alla Giunta Provinciale Amministrativa, per lamentarsi di un presunto sconfinamento della Frazione nel territorio del Capoluogo e fanno circolare dei volantini per invitare la popolazione a firmare una pubblica sottoscrizione "perchè detta Frazione venga circoscritta negli antichi limiti" ed evitare che "il villaggio di Panza [...] possa un dì erigersi a Comune"

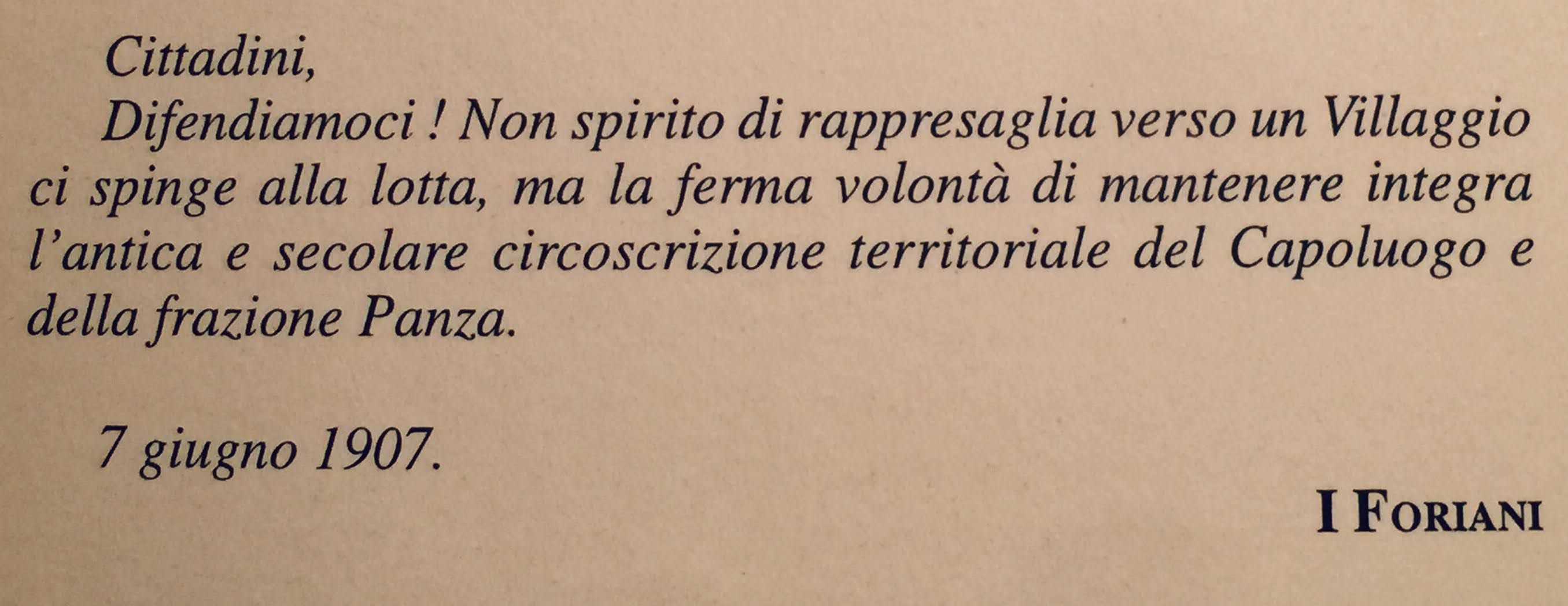
Uno dei manifesti affissi per le strade di Forio nel 1907

La Giunta Provinciale Amministrativa delibera per il rigetto dell'istanza, contro il quale nel giugno dello stesso anno, la Giunta comunale presenta ricorso che è nuovamente rigettato.
La frazione si estende all'interno del territorio di Forio per circa 6 km², occupando quindi circa la metà dell'intero territorio comunale di circa 13 km². Il centro abitativo del paese dista da Forio circa 5 km.
Percorrendo la vecchia mulattiera il confine col capoluogo, in via Chiena, è segnato da un'edicola votiva dedicata al santo protettore di Forio, mentre percorrendo la moderna strada carrabile, il confine può esser collocato a circa due km dal Becco d'Aquila, un grande masso tufaceo verde, che ricorda il mitico uccello.
Ad est invece Panza confina con il nucleo abitativo di Succhivo, posto nel comune di Serrara Fontana.

## Storia

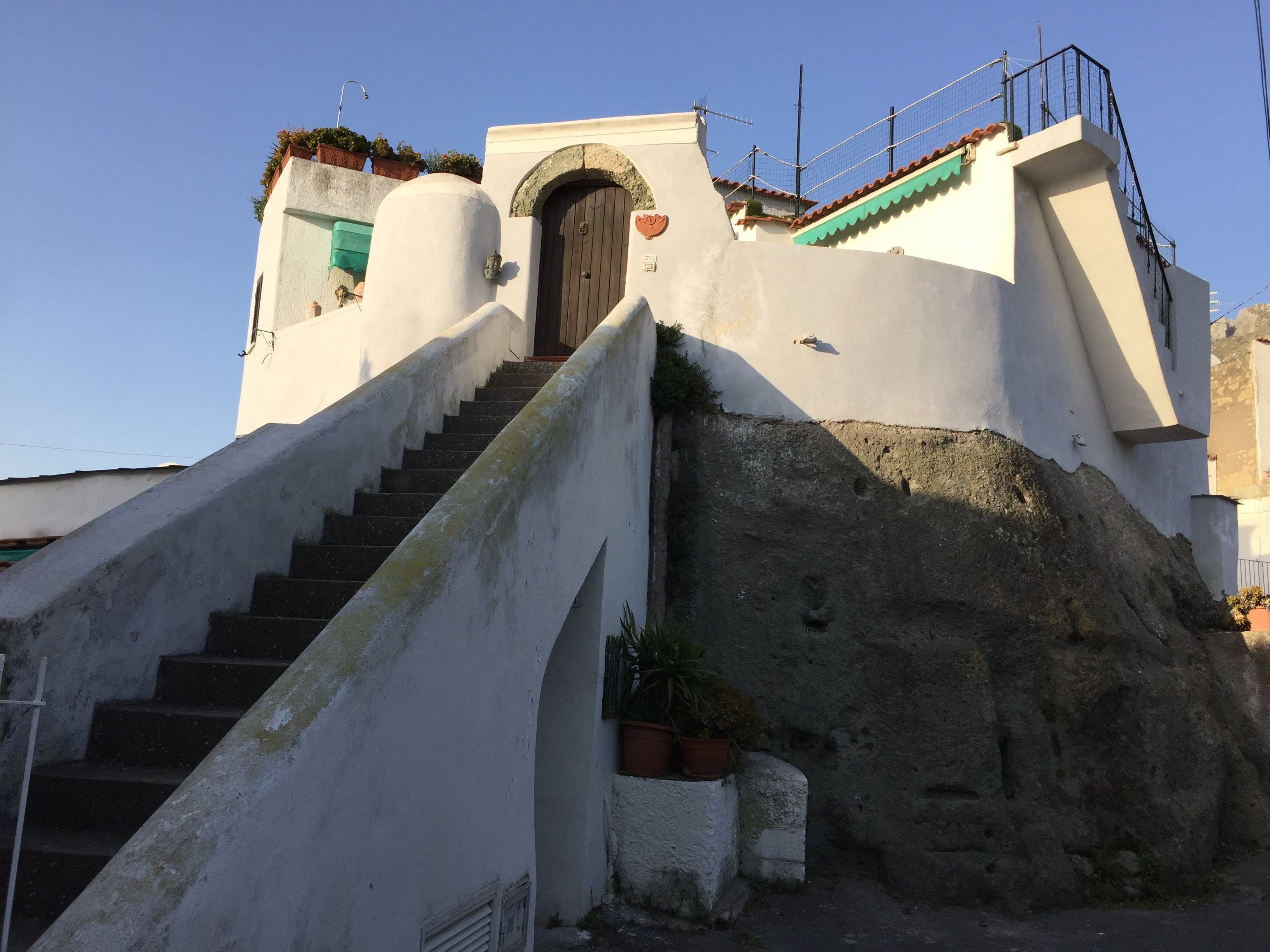
Casa fortificata costruita su masso tufaceo nel XV sec,

I primi insediamenti abitativi risalgono già al Neolitico, come dimostrano i reperti costituiti da strumenti di ossidiana rinvenuti sulle alture di Punta Imperatore, così come nella piana di Citara e di Campotese, esposti presso il Museo Archeologico di Pithecusae di Villa Arbusto, nel vicino comune di Lacco Ameno.
Tuttavia, la principale testimonianza storica è costituita dal sito archeologico di Punta Chiarito, dove, nell'VIII secolo a.C., alcuni navigatori dell'Eubea sbarcarono per fondarvi una piccola colonia.
Da Punta Chiarito partirà la colonizzazione greca dell'Isola, terminata con la fondazione di Pithecusa, prima colonia greca d'Occidente. Successivamente, Panza fu conquistata dai Romani che le diedero il nome di Pansa Vicus, come dimostrano le monete dell'epoca di Antonino ed i muri a reticolato, nonché vasi ed altri reperti conservati presso il Museo Archeologico di Napoli.
Nel XIV secolo il Paese assume l'attuale denominazione tanto che l'Ariosto lo citerà nell'Orlando Furioso:
(canto XXXIII ott.24)
Anche l'Ariosto, dunque, pare dare credito alla leggenda che vuole, appunto, che il gigante Tifeo fosse stato imprigionato da Zeus sotto l'isola di Pithecusa, e sulla sua pancia sarebbe dunque sorto il paese.
Per alcuni studiosi il nome Panza deriverebbe dalle parole greche pan (tutto) e zao (vivo) perciò tutto vivo, dove tutto è vivo; ma potrebbe derivare anche dal verbo latino pandere; pansa cioè terra estesa al sole.
La amenità e la salubrità del luogo colpì, nel corso dei secoli, i vari visitatori che ne lasciarono traccia nei loro racconti di viaggi. Già nel XVI secolo il medico calabrese Giulio Iasolino descriveva il territorio con queste parole: "uno dei più bei siti di tutta l'Isola, abbondante di buonissimi frutti, d'acqua e vini d'eccellenza…".
Gli fa eco il G.C.Capaccio nella sua Historia Neapolitana del XVI secolo: "È una villa situata sotto un clima ottimo ed in piano riposta. Avanti alla piazza giace la Chiesa Madre e dedicata a san Leonardo [...] nel mese di settembre di quaglie e di tortorelle vi si fa una dilettevole e copiosa caccia. Per tale motivo fu un tempo la Villa di Panza sollazzo al Re Ferdinando"
Così ne parla il De Ferrari: "Panza è un Comunello quasi tutto composto di case contadinesche[...] L'aria qui dee essere straordinariamente salubre: passandovi noi nell'estate 1824, ci venne assicurato che degli 800 abitanti del villaggio, niuno era ammalato".
Da sempre esposti alle invasioni piratesche (già nell'812 papa Leone III rivolgeva appelli a Carlo Magno affinché proteggesse l'Isola) i panzesi trovarono dapprima rifugio in case scavate in enormi massi tufacei, ma, col crescere della popolazione, e soprattutto in seguito alla vittoria di Lepanto del 7 ottobre 1571, il paese si dotò, nel 1576, di ben 7 torri, alcune quadrate - quelle poste all'interno dell'abitato - ed alcune rotonde, tutte in comunicamento ottico con le altre dei casali limitrofi
Oggi le torri sono state trasformate in moderne abitazioni ed è difficile distinguerle dagli altri fabbricati. La situazione per i poveri abitanti dell'allora Regio Casale di Panza fu tuttavia sempre precaria, nel 1544 l'armata di Khayr al-Din Barbarossa durante la notte raduna 150 barche nella baia della Scannella, e risalendo da lì e dalla baia di Citara, invade stringendo in una morsa il paese bruciando case, campi, violentando le donne, uccidendo e catturando gli uomini da vendere come schiavi nei mercati di Algeri:
In quella notte, circa 7.000 isolani caddero prigionieri del Barbarossa. Le invasioni piratesche, nonostante le torri, continueranno a mietere vittime fino al 1800.

## Monumenti e luoghi d'interesse

### Punta Chiarito
La frazione Panza conserva, tra le bellezze naturali, in località Chiarito, un importante sito archeologico per la storia d'Italia, la casa greca. Il sito non è aperto al pubblico, tuttavia è possibile osservare una ricostruzione della casa presso il Museo archeologico di Pithecusae.
Si tratta di una casa a pianta ovale, anch'essa con pietre a secco e coperta da un tetto a doppio spiovente di tegole e coppi sostenuti da pali, di cui si sono rinvenute le buche sul piano di calpestio, in battuto. La scoperta di tale sito è stata del tutto fortuita, quando cioè, nel 1989, in seguito ad un copioso acquazzone, ci fu uno smottamento del terreno che portò alla luce una parete di tufo verde.
In seguito all'intervento dei vigili urbani, furono iniziati i lavori di scavo sotto la direzione della Prof.ssa Gialanella.
Gli scavi effettuati tra il 1993 ed il 1995 portarono alla luce lo spazio interno della struttura impegnato da una zona utilizzata come dispensa, di fronte all'ingresso, con grandi anforoni locali e pithoi alti, in qualche caso, più di un metro, anfore locali e anfore importate corinzie, chiote ed etrusche e mensole alle pareti per vasi da mensa da cucina. Nel lato corto, separato da un tramezzo, era invece il focolare, intorno alla quale si svolgevano le attività femminili, quali la tessitura e la cucina. Sono stati rinvenuti inoltre una vasca di tufo, un piccone e corna di cervo. Inoltre una campagna coltivata. Si tratta, probabilmente, di una fattoria greca tenuta da agricoltori benestanti, a giudicare dai servizi da mensa e dagli altri vasi dipinti importati dalla Grecia.

### Chiesa parrocchiale

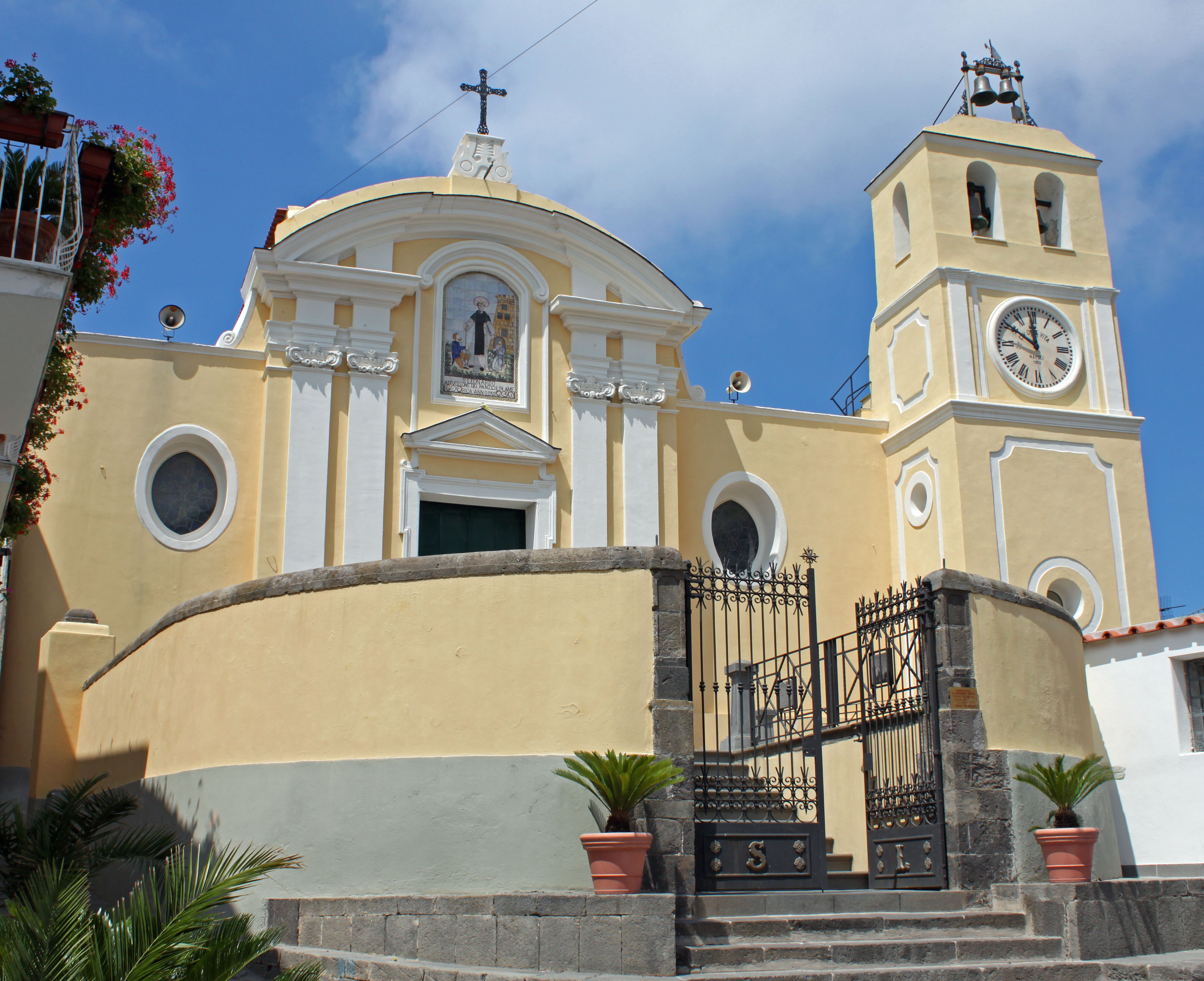
La chiesa parrocchiale di San Leonardo

La Chiesa parrocchiale, dedicata a san Leonardo del Limosino, sorge sul luogo di una primitiva cappella, la cui data di fondazione è ancora incerta. Ingranditasi nel XVI sec., affidata a mastri laici, funziona per quasi un secolo come grangia. In un documento vaticano del 1536 è riportato "Nel Casale di Panza vi è la cappella di Santo Lionardo [...] ". È tutto quanto, ad oggi, si sa su questa chiesa che, elevata a Parrocchia tra il 1601 ed 1604, per volontà del vescovo Pastineo,,  finì per essere totalmente inglobata nella nuova struttura. Tuttavia, poco si conosce dei primi anni della sua attività perché, come per altre parrocchie isolane, molti registri parrocchiali sono andati persi.
Nel 1606, per volontà di papa Paolo V con breve del 26 giugno, la Parrocchia fu sottratta per due anni alla giurisdizione del vescovo d'Ischia e affidata a quella dell'arcivescovo di Napoli, Ottavio Acquaviva, approvato con l'exequatur dell'agosto dello stesso anno.
I rapporti tra la Parrocchia e le autorità comunali saranno, tuttavia, sempre tesi per l'ostinato rifiuto che opporranno quest'ultime al versamento al parroco della congrua sulla base degli introiti provenienti dalle gabelle che imponevano sui generi di prima necessità agli abitanti dell'allora Casale di Panza.
Nel 1641 si staccano dalla Parrocchia madre di san Leonardo i territori di sant'Angelo, Succhivo e Ciglio, per dare vita alla Parrocchia di Santa Maria del Carmine di Serrara Fontana, fondata nello stesso anno.
Il sacerdote Erasmo Scotto di Tabaia di Procida nominato parroco nel 1666 la abbandona poco dopo per l'assenza di una congrua e nel 1693 vi rinuncia definitivamente.
Nel luglio 1694 settantadue capofamiglia del paese sottoscrivono per mano del notaio una autotassazione per costituire la congrua del parroco. La situazione non dovette migliorare, poiché nel 1781, il parroco Filippo Impagliazzo inoltra una petizione alla Real Camera, che, nel 1789, ingiunge alle autorità comunali di versare la somma di 30 ducati in luogo dei 18 chiesti dal sacerdote. La somma non sarà mai versata. Analoga situazione, si ripropone nel gennaio del 1826 quando l'economo Eusebio Impagliazzo ricorre nuovamente alla Real Camera di Santa Chiara in Napoli per ottenere dalle autorità comunali gli assegnamenti per le spese di culto e il mantenimento del sottoparroco come previsto dal Concordato tra Regno di Napoli e Santa Sede del 1741.
La situazione, tuttavia, dovette nuovamente degenerare, giacché nel 1831, l'allora sindaco Pietro Regine, propone di non versare più i 20 ducati di congrua, di ridurre lo stipendio del sottoparroco della Parrocchia e contestualmente di aumentare quello del sottoparroco e del sacrestano della chiesa madre.  A partire dal 1875 la congrua non sarà più versata al parroco della Frazione poiché s'afferma non essere parte del Comune.
La parrocchia, una tra le cinque più antiche della Diocesi, è per numero di anime (4917 ca.) la più grande della Diocesi di Ischia. Con i suoi circa 40 m di lunghezza (29,69 m l'edificio e circa 9 m di sagrato) è il più grande edificio di culto della Frazione e il terzo per grandezza dell'intero Comune. È un esempio tipico del barocco campano in voga sull'isola e conserva al suo interno statue e tele di buona fattura. Un crocefisso in gesso policromo del '600, conservato in sacrestia, e una statua della Vergine del Rosario costituiscono le uniche testimonianze della secentesca parrocchia che oggetto di lavori dal 1737 al 1777 assumerà l'aspetto attuale nel XVIII secolo. Sempre nel corso del XVIII secolo, furono eseguiti i lavori di stucco dal partenopeo Cesare Starace detto Ponticelli.
Negli anni '80 del secolo scorso, la Parrocchia è oggetto di nuovi lavori che modificano il suo aspetto originario, con la distruzione degli altari laterali, dell'altare perpetuum privilegiatum, della balaustra presbiteriale, la scomparsa del pulpito ligneo, degli affreschi del transetto e la dispersione degli ex-voto.
Conserva una reliquia "ex ossibus Sancti Leonardi" donatale dal Card. Agostino Vallini, Vicario di Sua Santità Papa Francesco per le mani del vescovo della Diocesi di Ischia Mons. Pietro Lagnese il 3 novembre 2014, a dieci anni dal dono di una reliquia di contatto donatale nel 2004 dalla Confrérie de Saint-Léonard-de-Noblat, in occasione del Meeting Nazionale delle parrocchie di san Leonardo Abate qui tenutosi. Le due reliquie su dette, insieme a una terza reliquia, hanno trovato definitiva sistemazione sotto l'altare nella cappella a lui dedicata, con l'epigrafe "Hic Pater Patriae in ossibus eius quiescit et super filios vigilat" (qui il Padre della Patria riposa e veglia sui suoi figli). All'interno della chiesa si trova anche un organo a canne costruito nel 1748 da Domenico Antonio Rossi, organaro della cappella del re di Napoli. Lo strumento si presenta del tutto conforme ai canoni della scuola napoletana, con un prospetto a tre campate di sette – cinque – sette canne, disposte a cuspide, ed è racchiuso in una cassa armonica lignea finemente decorata con dipinti e rilievi, di delicato stile barocco, è a trasmissione meccanica ed ha un'unica tastiera di 45 note con prima ottava scavezza senza pedaliera.
La torre campanaria, prospiciente la Torre di Panza detta originariamente Torre di san Leonardo, per secoli utilizzata come torre di avvistamento per gli attacchi saraceni, assume l'aspetto attuale, ribassata e mancante sia della cuspide che della parete posteriore, dopo il terremoto del 1881 che la danneggia. Le sue campane annunceranno alla popolazione festante l'arrivo a Forio del garibaldino Alberto Mario, scambiato dagli isolani per Garibaldi.

### Chiesa della Confraternita SS. Annunziata
Dall'altra parte della piazza sorge l'Arciconfraternita della SS. Annunziata o Venerabile Laical Congregazione della SS. Annunziata, come riportato nei documenti originari, risalente ai primi anni del XVII secolo. Al 1617 risalgono, infatti, i primi documenti su un Oratorio dell'Annunciata, tuttavia l'Arciconfraternita fu elevata a tale titolo solo nel 1689, sebbene la pala d'altare sia datata 1684. Oggi la chiesa confratale si presenta piuttosto spoglia, solo i busti in gesso dei santi Gennaro e Nicola di Bari ricordano l'originale impianto secentesco, mentre i pavimenti in maiolica del 1700, il coro ligneo dei confratelli, così come gli affreschi sono andati irrimediabilmente perduti nei restauri degli anni '50 del novecento. Al XIX secolo appartengono le statue di san Michele Arcangelo, della B.V. Annunziata ed il tondo raffigurante san Leonardo.

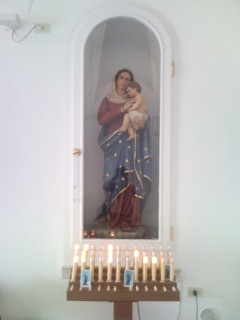
Statua della Madonna delle Grazie

### Chiesa di San Gennaro
(Dal sonetto per san Gennaro scritto da Giovanni Maltese)

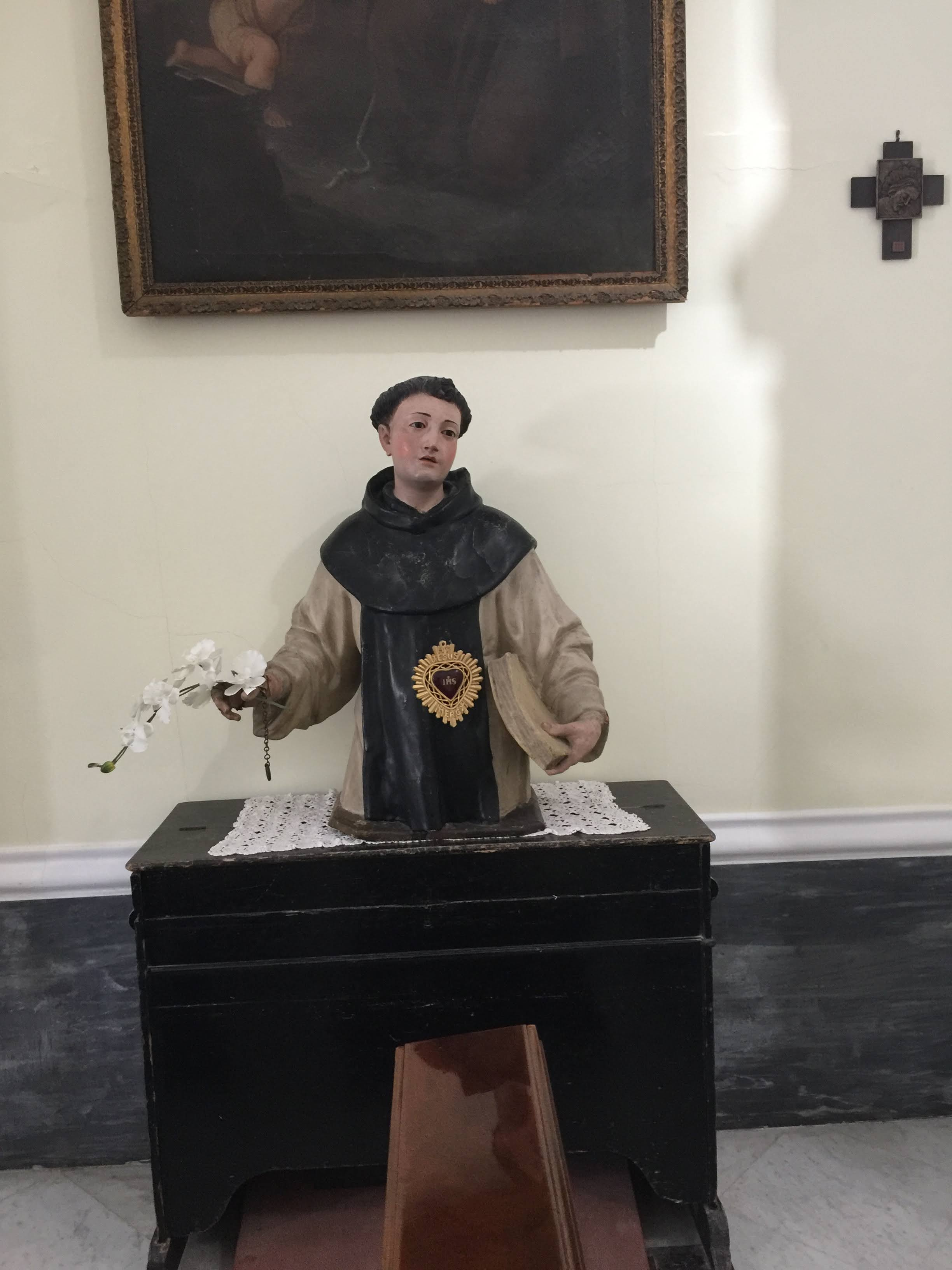
Busto di san Leonardo a Succhivo di Serrara Fontana

Poco fuori dell'abitato è la chiesa del XVI secolo dedicata a san Gennaro. Nel 1610 la cappella fu donata da 31 capofamiglia del paese all'ordine agostiniano a condizione che vi si svolgesse il culto divino, poiché in paese v'era un solo parroco che non riusciva a sopperire alle esigenze della crescente popolazione.
Il convento fu abbandonato nel 1649 in seguito alla bolla Inter Coeteras di Innocenzo X, a causa della quale tutti i religiosi dovettero abbandonare l'isola, poiché con essa si abolivano tutti i piccoli conventi.

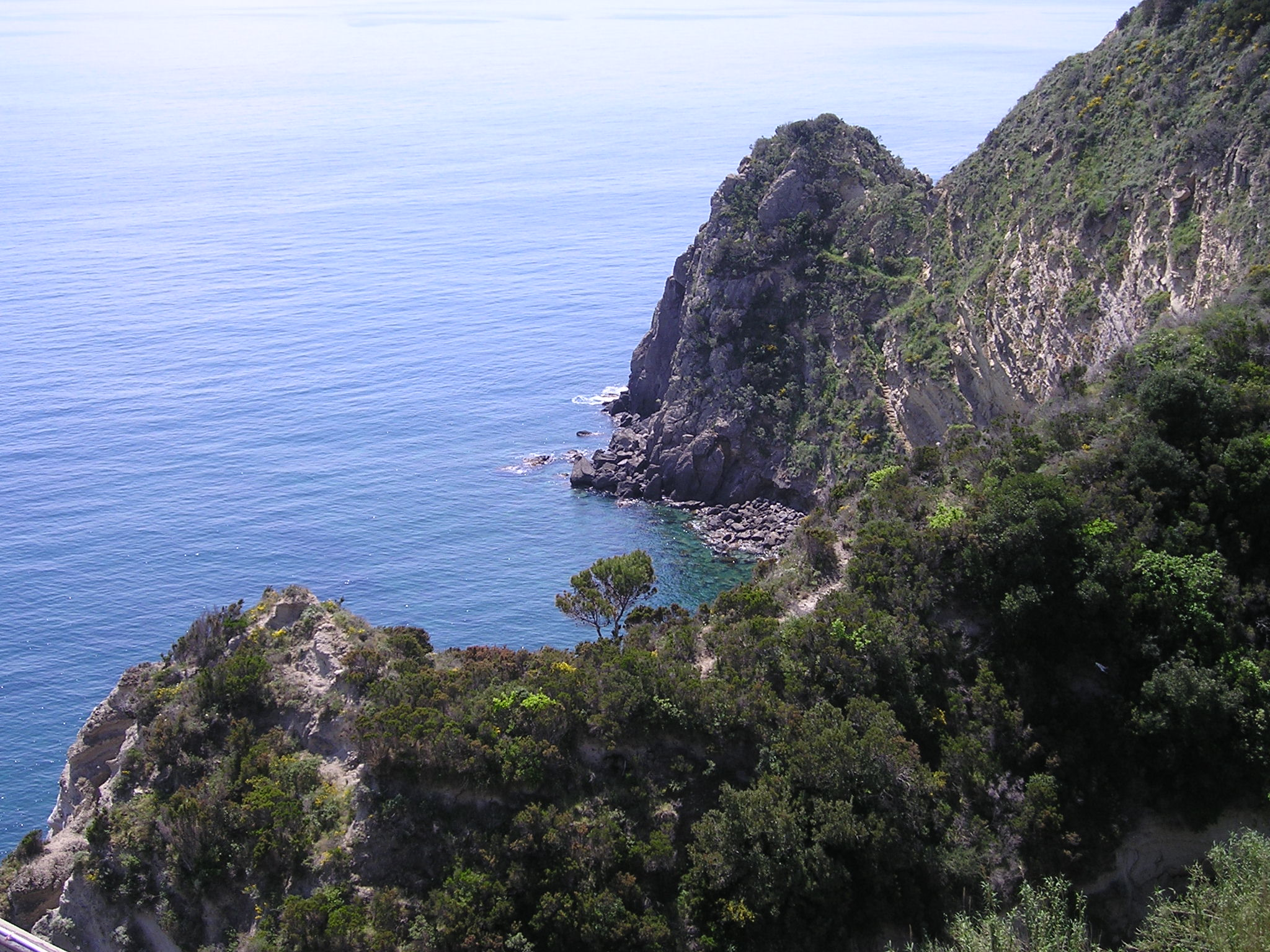
La baia di Sorgeto

Da allora, il convento ed i terreni circostanti sono passati alla Diocesi di Ischia, che ha provveduto, nel tempo, alla vendita dei terreni circostanti, il cui ricavato è stato destinato al sostentamento del clero, sebbene, nel 1653, la Congregazione dei Vescovi avesse assegnato il convento e i suoi beni alla Parrocchia di san Leonardo abate, lasciando spazio alla costruzione di un hotel che ormai ha occupato tutta la collina chiamata La Guardiola, per la presenza di una piccola torre di guardia.
È particolarmente venerata un'immagine della Madonna delle Grazie. Il culto verso questo titolo mariano è presente sin dal 1600. Infatti in un atto del 1630 il convento è detto "di S. Maria delle Grazie alias san Gennaro". Col volgere del tempo questo culto si è stratificato sempre maggiormente fino ad indicare la chiesa, nell'uso popolare, come "della Madonna delle Grazie". Sull'altare pende una piccola tavola raffigurante la Madonna delle Grazie con i santi Gennaro e Sebastiano. Ai lati della tavola ci sono due nicchie, nelle quali si trovano due statue a mezzo busto, san Gennaro (a sinistra) e sant' Antonio di Padova (a destra). Originariamente la nicchia di destra ospitava il busto di san Leonardo abate, attualmente custodito nella Chiesa di S.Maria di Montevergine in Succhivo (Comune di Serrara Fontana (NA)). I festeggiamenti in onore della Madonna delle Grazie si tengono il 2 luglio, preceduti da un novenario, mentre la solennità del titolare della chiesa è celebrata il 19 settembre, così come è riportato nel Martirologio.
Poco distante, sulla collina prominente di via Forche, nel 1753, si piantarono dei patiboli per dare attuazione alle norme di pubblica sicurezza volute dal Commissario di Campagna Carlo de Marco, a seguito delle quali si “piantò delle forche in tutti i spiazzi, delle ville, de’ casali, e dei borghi d’Ischia”

### Altri edifici sacri

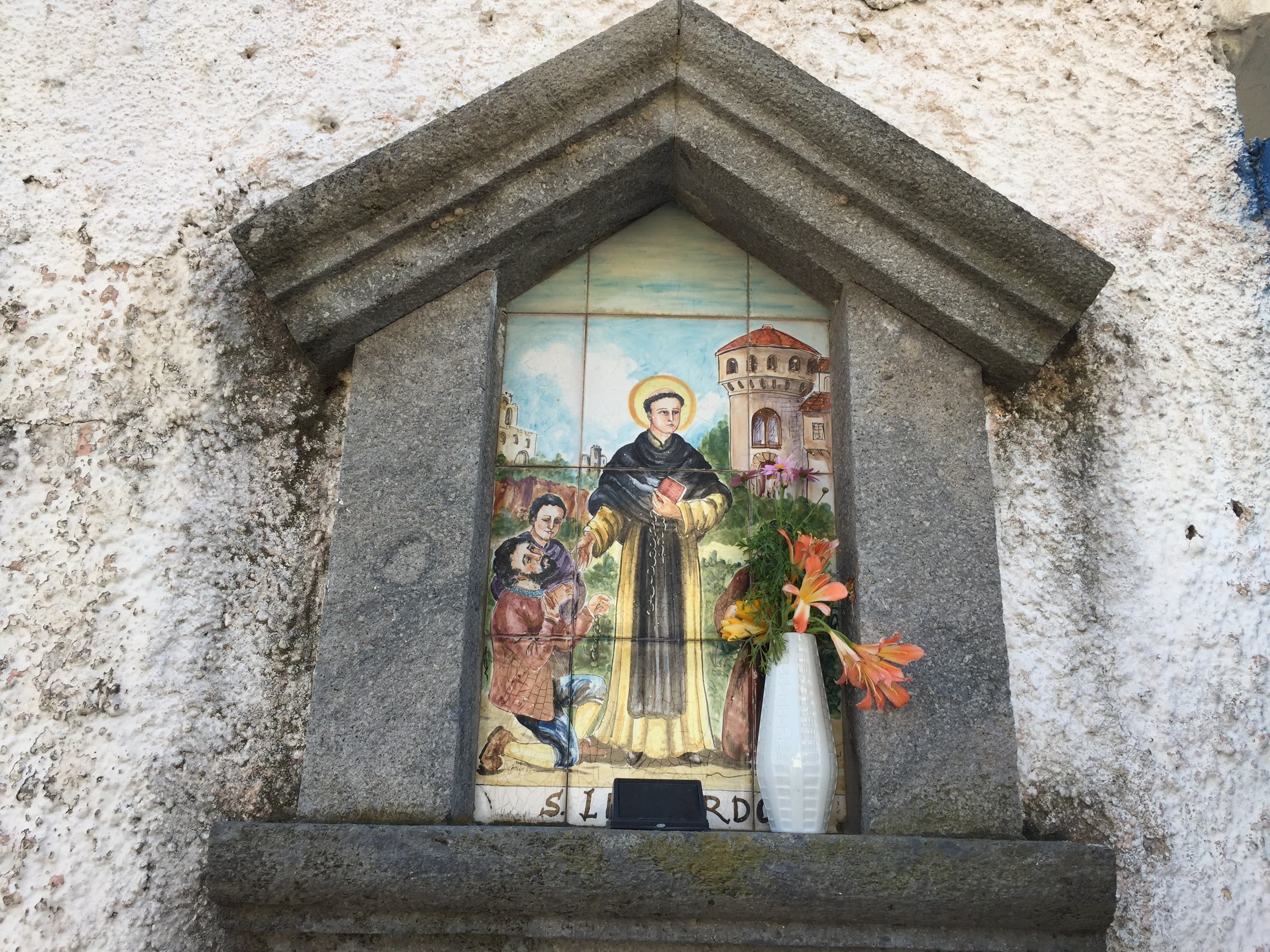
Tipica edicola votiva dedicata al Patrono della Frazione

La seconda Parrocchia della frazione, elevata a tale titolo nel 1962, quando si staccò dal territorio della Parrocchia madre di san Leonardo, dedicata a san Francesco Saverio, è situata nella Contrada Cuotto. Fondata nel 1742, era originariamente una cappella gentilizia dedicata alla Madonna delle Grazie. Al suo interno, una pala del Di Spigna del 1741, è l'unica testimonianza dell'arredo originale. Sempre qui sorge l'Istituto Sacro Cuore delle Betlemite Il Paese possiede, tuttavia, numerose cappelle private, la più grande trovasi nella tenuta del Marchese Piromallo, in località Calitto.  In località Montecorvo, si trova la Cappella Rosa, di cui si ignora l'anno di costruzione, probabilmente il 1800 e recentemente rimodernata. Tipiche, poi, sono le edicole votive poste all'ingresso dei campi o delle abitazioni dedicate per lo più a san Leonardo o alla S. Vergine.

### Palazzo Piromallo
Il palazzo fu edificato tra la fine del XVIII e i primi decenni del XIX sec. nell’area di un originario casino di caccia risalente probabilmente al XVIII sec. Il conte Giacomo Piromallo, da cui l’edificio ha preso il nome, fece ampliare la struttura, mentre il figlio primogenito, ne fece uno stabilimento enologico, la cui vinificazione iniziò intorno al 1820, con la produzione del "Calitto" (nome derivato dalla denominazione della piana).  Nel 1883, in seguito al terremoto che colpisce tutta l'isola, l'edificio subisce alcune modifiche e assume l'aspetto attuale. Durante la seconda guerra mondiale la proprietà è requisita dagli Americani che portano via gran parte del mobilio ottocentesco. Due iscrizioni poste sui muri esterni posteriori ricordano invece l’epidemia di colera del 1837.  Annessa alla struttura è una piccola chiesa, ancora consacrata, che reca sulla facciata lo stemma della famiglia Piromallo. L’edificio è affiancato da una torre campanaria; l’interno della chiesa, ad una navata, è decorato con stucchi.

### Luoghi naturali
La spiaggia di Citara, nell'omonima baia, è la più grande e rinomata spiaggia, non solo della frazione ma dell'intero comune. Dovrebbe il suo nome ad un tempio dedicato a Venere Citerea qui costruito, la cui unica testimonianza sarebbe costituita da una statua in marmo della dea qui rinvenuta nel 1792 e andata poi distrutta. Le acque di questa baia sono state sfruttate dai tempi antichi per le sue proprietà curative, in particolar modo contro la sterilità e l'impotenza.

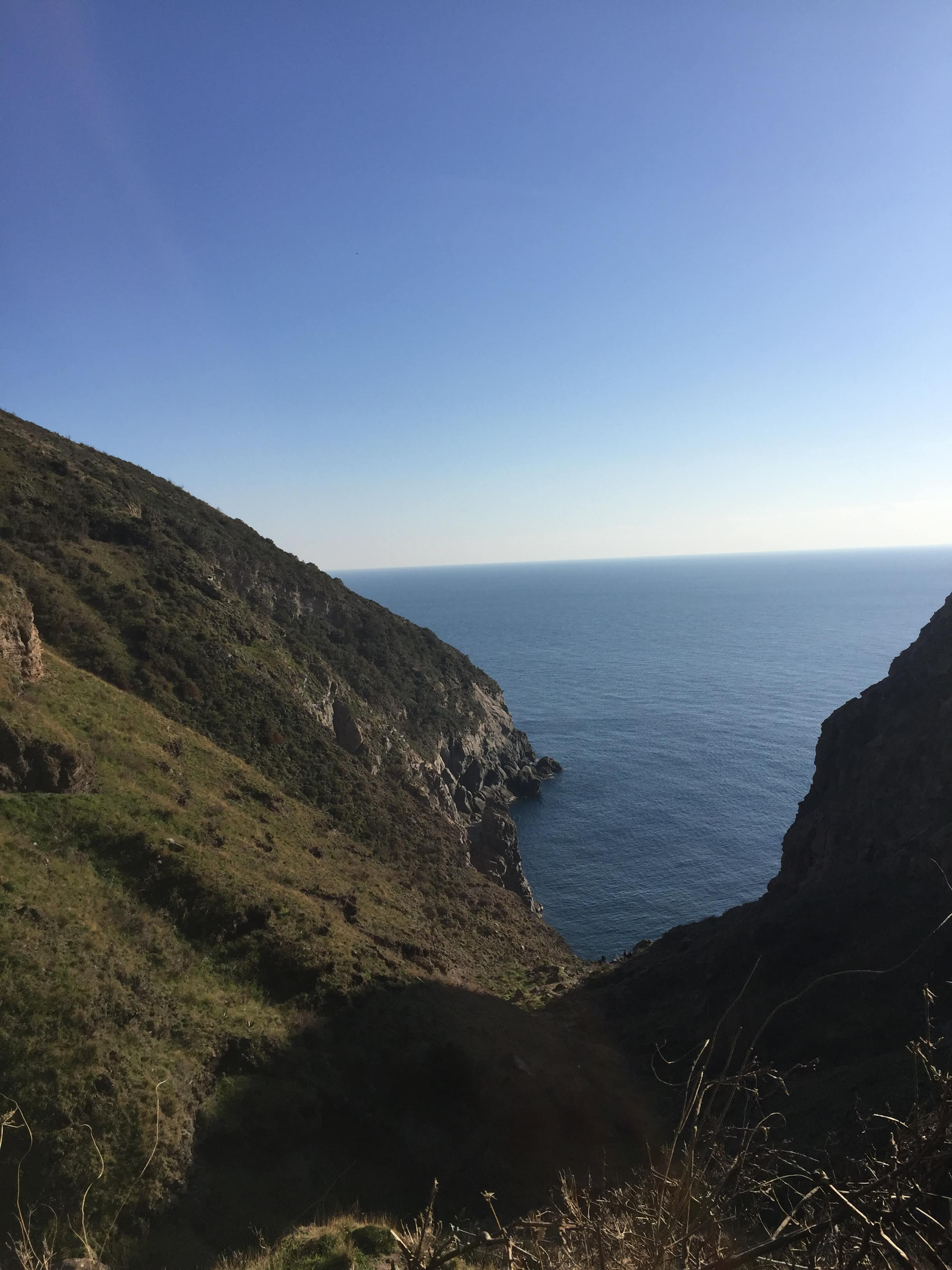
La baia della Pelara

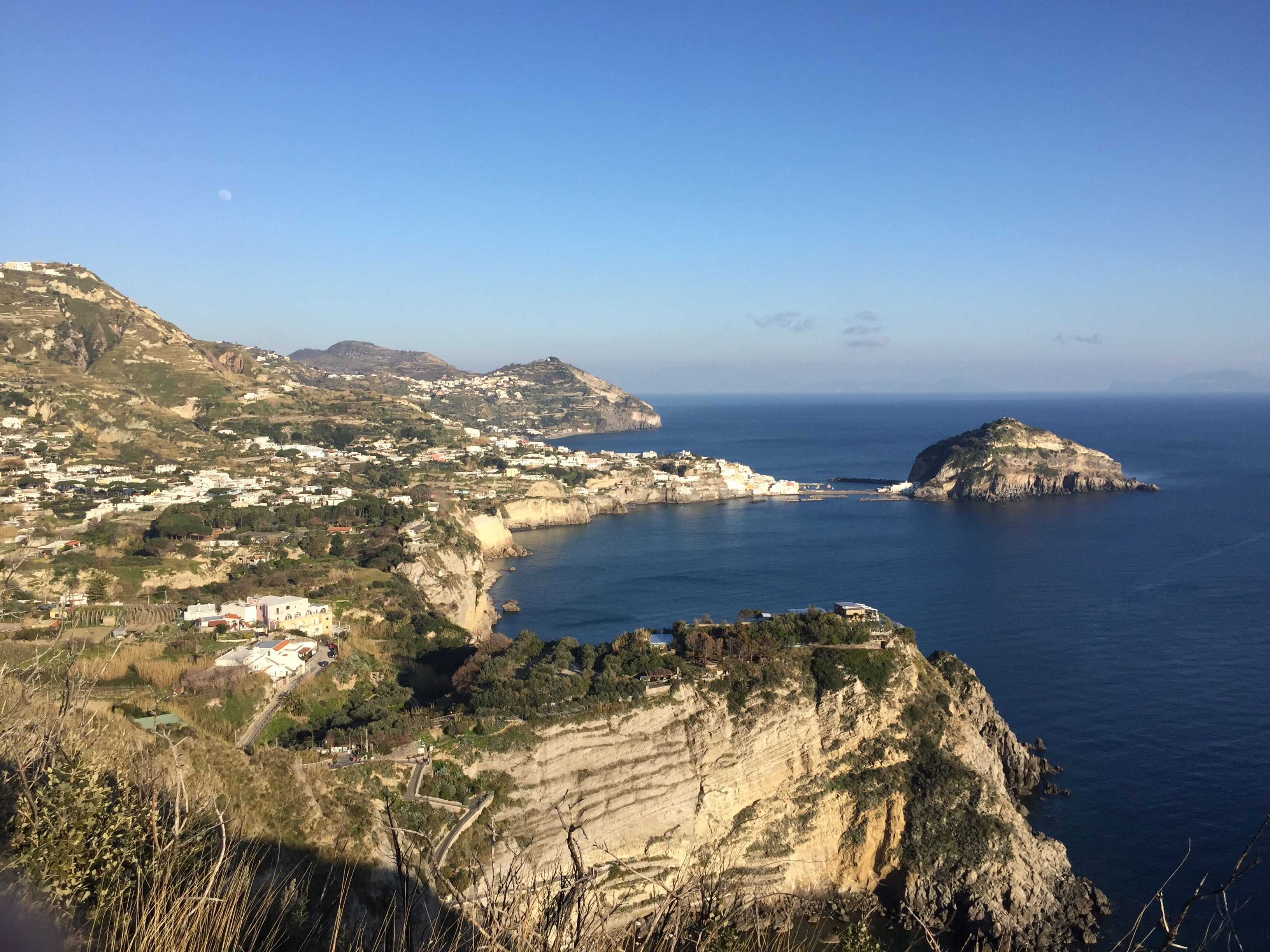
Vista dal Monte di Panza di P.ta Chiarito, S. Angelo, Capo Grosso (Barano) Piano Liguori (Ischia) e isola di Capri (dx)

Qui Ludwig Kuttner, nel dopo guerra dà vita ai Giardini Poseidon, il più grande parco termale isolano.
Le Fumarole del Bellomo, in località Montecorvo, e oggi rinominate a fini turistici "la Bocca di Tifeo", gettano vapori caldi che oscillano tra i 35 °C e 100 °C. La più grande di esse è chiamata Donna Rachele, i cui vapori oscillano tra i 90 °C ed i 100 °C. Sono il più esteso campo fumarolico dell'intera isola e occupano una superficie di oltre 1 km², a circa 127 m s.l.m..  Poco distante, sorge una tra le più grandi cantine, non solo della frazione, ma dell'intera isola, La cantina nata nel 1700 copre un'area di 400 m². ed è stata scavata nel tufo locale. Piacevole è anche la vista che si gode dal Faro di Punta Imperatore, posto sull'omonima Punta. Da qui si ammira lo scoglio detto La Nave, la nave d'Ulisse che secondo la leggenda fu pietrificata da Zeus.
Questo sarà uno dei luoghi preferiti da Pasolini, giunto sull'isola per scrivere un reportage per la rivista Successo, e da Bergsøe, scrittore danese, qui giunto nella seconda metà dell'800.
Superata Punta Imperatore, proseguendo verso meridione, superata la spiaggetta dello Scarrupo, tra gli scogli della Chianara o Spadera e il Monte di Panza, si estende la baia della Scannella. Utilizzata anticamente dai panzesi per la produzione di sale e la cattura dei pesci spada, la baia è stata oggetto dell'interesse di numerosi esoteristi, non ultimo dei Nazisti, che qui cercavano l'ingresso alla mitica Agarthi.  Sempre qui è la Grotta di Mavone o Magone, così chiamata perché vi avrebbe trovato sepoltura Magone, fratello di Annibale.
Un altro punto d'interesse, anche turistico, è la baia di Sorgeto, situata tra scogli vulcanici, che contiene vasche naturali di acqua calda marina di cui anticamente i panzesi si servivano per curare la scabbia. Questo sarà uno dei luoghi che ispireranno il drammaturgo norvegese Ibsen.  Infine, la Baia della Pelara. Da qui si può giungere al Monte di Panza, sulla cui altura, gli antichi coloni greci davano sepoltura ai propri defunti, e dove trovarono sepoltura i morti delle epidemie di peste che colpirono l'isola dal 1503, fino ai morti di colera del 1836.  Da qui si gode una vista privilegiata sull'isolotto di Sant'Angelo, la penisola sorrentina e l'Isola di Capri. Qui venne ad ammirare il panorama il poeta francese Stendhal, che a dorso d'asino visitava l'isola nel 1827.

## Società

### Dialetto

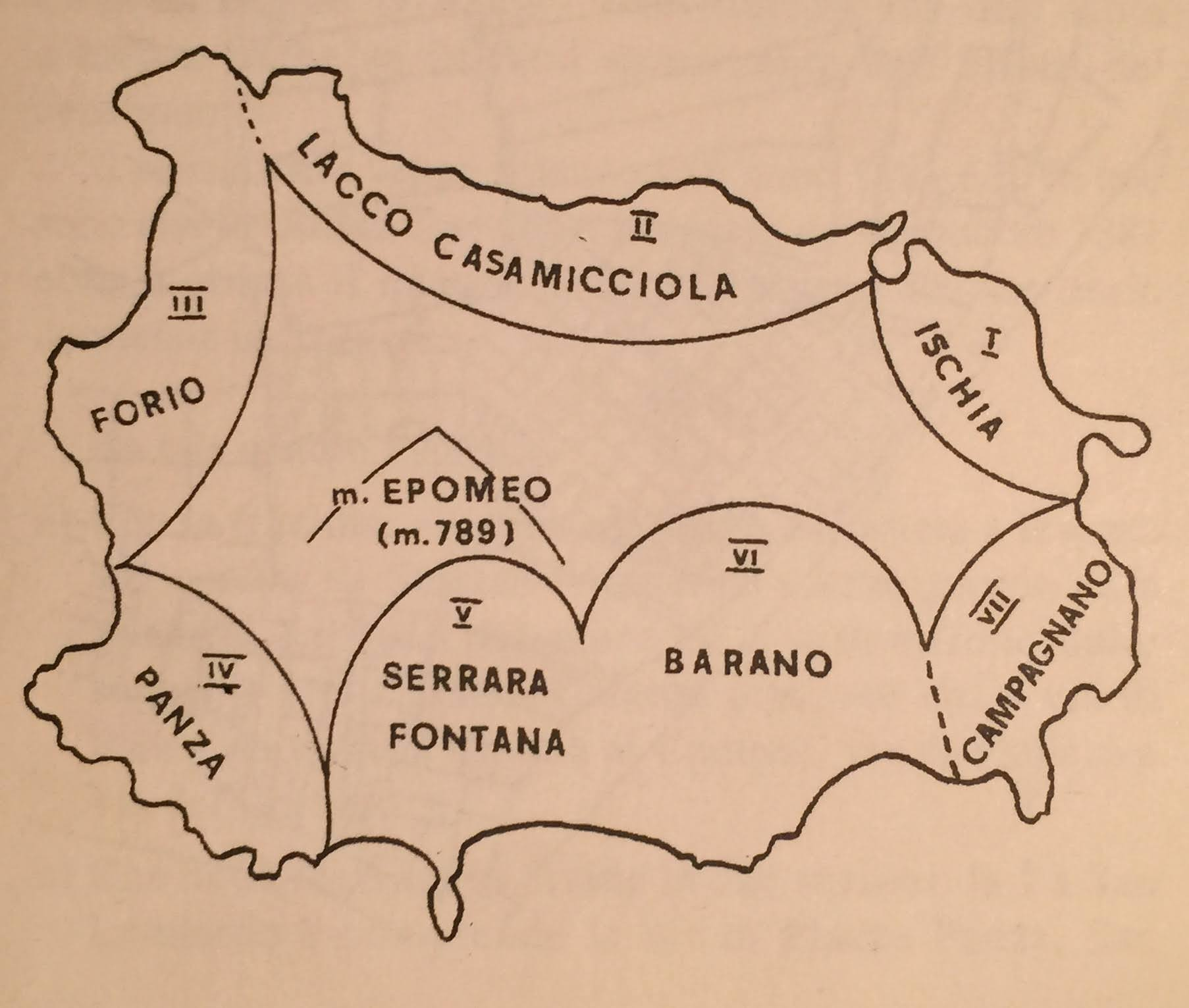
Mappa delle aree dialettali dell'isola d'Ischia

La frazione Panza possiede un proprio e caratteristico dialetto, il panzese, diverso da quello del capoluogo, caratterizzato dalla presenza di numerose voci di chiara origine greca:
- Skafareiè - scodella - skafe;[56]
- Kufanature - vaso per bucato (eufonotos), dal dorso incurvato.[56]
- Arésteco - scontroso, polemico - da éristiké (eris) - lite, contesa[56]

Dal latino i lemmi:
- Créie - domani, da cras - (domani)[56]
- Visdigne - fiero, risoluto - da vir dignus - (uomo degno),[56]

dal francese:
- Buatte - barattolo - da boite - (vaso)[56]
- Caquètte - arachide - da cacahouette - (arachide),[56]
- Mugnesurde - musardo - da muser (ammusonirsi),[56]

Ugualmente presenti sono le voci di origine spagnola, portoghese, araba..
Tra le caratteristiche di questo dialetto, la scomparsa dell'articolo maschile singolare napoletano 'o, sostituito, come del resto nel resto dell'isola, dall'articolo maschile 'u e l'uso della "e" attica al posto della "a" dorica tipica di tutto il sud Italia, avremo, dunque, parlète per parlato, nzurète per nzurato cioè sposato, caratteristica comune anche al vicino dialetto foriano, dal quale tuttavia si differenzia per la presenza ancor più massiccia della metafonesi, come per esempio nire e nare rispettivamente per nero e nera, l'allungamento delle vocali, in particolare e ed o che si allungano in ei ed au avremo perciò rauce per roce cioè croce oppure pallaune per pallone, per i dittonghi molto marcati, per la mancanza quasi assoluta del suono D sostituito invece dalla L, avremo limme per dimmi, lummaneche per domenica e così via.
Emerge così un altro aspetto del dialetto panzese che lo allontana ancora di più da quello napoletano, l'assenza del rotacismo, il più evidente forse è il fonema napoletano Marò (Madonna) con la sostituzione del suono d con la r, assente nel dialetto panzese, dove, seguendo la regola citata, il suono d viene sostituito da l, dando luogo perciò a Malò.
Il dialetto panzese mostra sopravvivenze di una categoria di genere grammaticale che nell'italiano è estinta ma è presente nella lingua napoletana: il neutro. Il neutro è denotato dal raddoppiamento fonosintattico della consonante iniziale del nome che segue l'articolo determinativo singolare (come 'u bbene, 'u ppane).
Il dialetto panzese rispetto al dialetto napoletano distingue il participio passato in maschile e femminile, per esempio per esprimere l'amme accattète ajere (l'abbiamo comprato ieri) e l'amme accattate ajere (l'abbiamo comprata ieri) il napoletano ricorre ad un'unica espressione e cioè l'avvimme accattate ajere.

### Tradizioni popolari
Nell'ambito delle tradizioni popolari panzesi dobbiamo ricordare gghi óv' pàinte ossia le uova rosse, tinte tradizionalmente il giovedì santo utilizzando le radici e i fusti sotterranei di una pianta chiamata in dialetto 'a rove (rubia tinctorum) oppure le bucce di cipolla; le uova sono usate per confezionare piccoli cestini da regalare ad amici e parenti e per decorare le tavole imbandite durante le feste.
Era questa l'occasione per la fidanzata - in dialetto locale zéte - di poter dimostrare il suo interesse per il promesso sposo regalando una canasta, ossia un piccolo cesto di vimini - in dialetto canìsto (dal latino canistrum) inghirlandato con fiori di campo e riempito con le uova tinte di rosso. A volte più semplicemente era avvolto in un quadrato di stoffa
Il giorno di Pasqua, in molte famiglie panzesi, ancora oggi, c'è l'usanza di augurarsi buona Pasqua scambiandosi le uova tinte di rosso rompendole all'augurio in lingua greca Christòs anèsti (ossia Cristo è risorto), al quale l'altro risponde Alethòs anèsti (ossia veramente è risorto). Diffuso è anche il gioco del tsougrisma (dal greco τσουγκρίζω - tintinnare) , ossia il combattimento con le uova, chiamato dai locali più frequentemente tozza-tozza,  chi tra due manterrà integro l'uovo avrà fortuna per l'anno in corso.
La diffusione di questa tradizione si deve all'arrivo sull'isola dei greco-ortodossi che, dopo la caduta di Costantinopoli sotto i turchi nel 1453, giunsero a migliaia nella regione.
Gli abitanti della frazione, i panzesi, sono chiamati dagli altri abitanti dell'isola "azzanca-quaglia", per la loro abilità nel catturare le quaglie che durante la migrazione dall'Africa popolavano le pendici della Scannella.
Il paese è la patria della sagra del vino più antica dell'isola d'Ischia.

## Cultura

### Musica
La Banda Musicale Aurora - Città di Panza è il più antico corpo bandistico dell'isola d'Ischia. Fondata per volontà del parroco e del cappellano del paese con il nome di "Associazione san Gennaro", fa la sua prima esibizione pubblica in occasione del Corpus Domini, nel giugno del 1902, considerata, in mancanza di altri documenti, sua data di fondazione. Assume nel secondo dopoguerra il nome attuale.

### Cucina
Paese prevalentemente agricolo, Panza è il cuore della viticultura isolana con la coltivazione in particolare del vitigno autoctono San Lunardo., già nel XVI secolo il medico calabrese Giulio Iasolino annotava che il paese era: "uno dei più bei siti di tutta l'Isola, abbondante di buonissimi frutti, d'acqua e vini d'eccellenza…".
La cucina panzese, così come quella ischitana, risente delle influenze esercitate su di essa dalla cucina napoletana e dalla cucina campana in generale. Tra i dolci natalizi troveremo, esattamente come sul vicino continente, i roccocò, i susamielli, gli struffoli e le paste reali.
Meno conosciuti sono i dolci tradizionali panzesi.
- Il Migliaccio: dolce di origine romana[67], il famoso cuoco romano Apicio ne illustra una ricetta nel suo De coquinaria, ottenuto cuocendo della pasta (solitamente spaghetti) con uova sbattute e zucchero e zeste di limone.
- Pizza di scarola: dolce natalizio proposto nel Settecento da Vincenzo Corrado nel suo trattato Il cuoco galante[68] pasta lievitata con l'aggiunta di scarola appassita con uva sultanina, olive a volte pinoli ed il cosiddetto vine cuotte - vino cotto - una riduzione di mosto d'uva, in sostituzione dello zucchero o del miele, previsti nella ricetta originale di Vincenzo Corrado[69].[70]
- Torta panzesina: dolce ottenuto mescolando tre tipi diversi di farina, uova, zucchero ed ultimamente cacao.
- Frittelle ai fiori di zucca: ottenuta una pastella con acqua, farina, lievito, sale, vi si aggiunge fiori di zucca tritati, si frigge in olio caldo e ancora calde si cospargono di zucchero.
- Rosolio, liquore diffuso sin dai primi del '500[71][72], detto "Rosolio secondo l'uso Monaco del Deserto"-  la cui peculiarità consiste nell'uso del vino sorriso -  prodotto esclusivamente sull'isola[73]

Per quanto riguarda il salato, sono tipici il coniglio alla cacciatore (noto come coniglio all'ischitana), uno dei piatti tipici del paese (Anita Garibaldi ne rimase deliziata), il panzarotto, e le quaglie, catturate in gran quantità sulle pendici della Scannella. Il cuoco Antonio Latini le citerà nella sua opera Lo scalco alla Moderna del 1692.

### Eventi

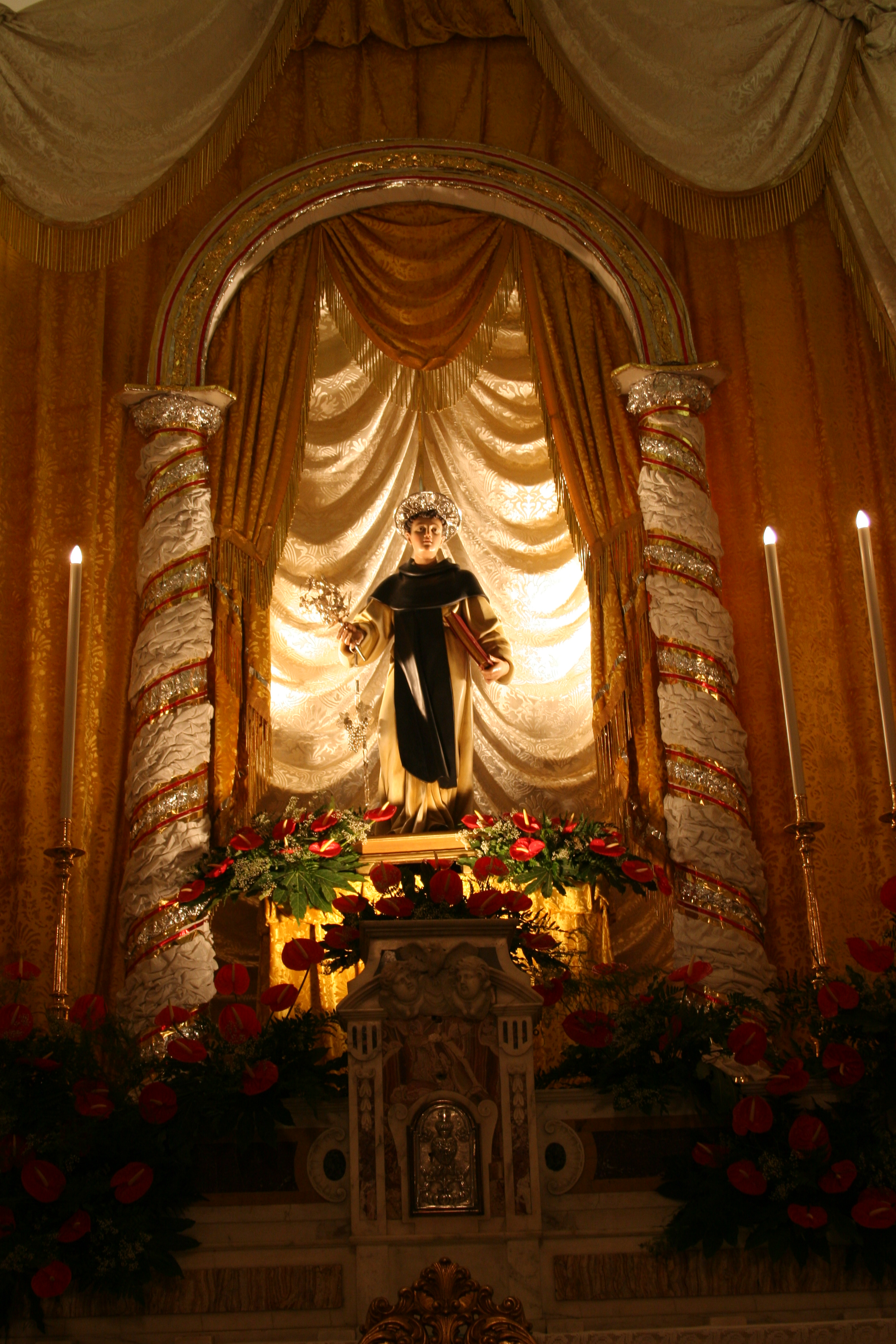
Statua di san Leonardo in Panza d'Ischia

- 25 marzo - SS. Annunziata: l'Arciconfraternita del paese organizza i festeggiamenti per la Vergine. I confratelli con l'abito tradizionale porteranno in processione il simulacro della Vergine tra canti e fuochi d'artificio.
- Settimana Santa: la domenica delle Palme il paese si riempie di olivi e di palme per la rappresentazione dell'ingresso di Cristo a Gerusalemme. Il giovedì santo, hanno luogo le visite al SS. Sacramento con il cosiddetto struscio. Caratteristi sono i sepolcri che vengono lasciati in chiesa fino al venerdì, consistono di germi di grano fatti crescere al buio delle cantine settimane prima. Il venerdì santo avrà luogo la Via Crucis e la notte del sabato ci sarà l'annuncio della Gloria con lo scioglimento delle campane e lo sparo della gloria (oggi in disuso).
- Ascensione - La sera della vigilia le donne cospargono di petali di rose delle bacinelle ricolme d'acqua lasciate all'esterno durante la notte con cui il mattino seguente ci si laverà il viso.
- Seconda domenica dopo Pentecoste - Corpus Domini: sono allestite per le strade del paese 7 piccole cappelle complete di arredi sacri dove per qualche minuto sosterà il SS. portato solennemente in processione. Per l'occasione tutte le donne esporranno ai balconi delle case i pezzi più preziosi del corredo nuziale
- 24 giugno - Festa di san Giovanni Battista. Presso la chiesa di san Gennaro la comunità rievoca il rito agreste legato a questo giorno con l'accensione del fucarèzz, un enorme falò.
- 2 luglio - B. Vergine delle Grazie: Dalla piccola chiesa conventuale di san Gennaro inizia la processione col simulacro della Vergine tra le piccole stradine del paese addobbate a festa, tra marce della banda e sparo di mortaretti. La statua della Vergine resterà in Parrocchia per l'intero mese per fare ritorno la prima domenica di agosto.
- Agosto - Polisportiva: il paese si anima per tutto il mese ospitando gare agonistiche di ogni tipo. Caratteristica è la gara del carroccio, una corsa di rudimentali go-kart costruiti dagli stessi partecipanti.
- 11-18 settembre - Festa di san Leonardo Abate. Nell'anniversario della dedicazione della Chiesa Parrocchiale: si rinnova l'omaggio del paese al santo Patrono con festeggiamenti che si divincolano tra sacro ed il profano con processioni, messe, balli, canti tradizionali e fuochi d'artificio.
- 2 novembre - Commemorazione dei defunti - La sera del 1 novembre, si pongono sul davanzale un cero acceso con un tozzo di pane, o un bicchiere d'acqua per i cari estinti che visiteranno la casa dopo la mezzanotte, lasciando nelle scarpe dei più piccoli frutta secca o dolciumi.[76]
- 6 novembre - Solennità di san Leonardo Abate, nel giorno a lui dedicato dal calendario liturgico, il paese rinnova l'omaggio al santo Patrono con processione e fuochi d'artificio.
- 3 dicembre - Nella contrada Cuotto, festa di san Francesco Saverio.
- Natale - Presepe vivente . nel centro storico rappresentazione della nascita di Gesù.